# Ботвинёнок, Александр Владимирович
Алекса́ндр Владими́рович Ботвинёнок (бел. Аляксандр Уладзіміравіч Батвінёнак; 3 мая 1957 — 11 ноября 2018) — современный белорусский скульптор, член Союза художников Республики Беларусь, лауреат специальной премии Президента Республики Беларусь в области изобразительного искусства.

## Биография
Родился 3 мая 1957 года в г. Браславе Витебской области. Закончил Белорусский театрально-художественный институт (теперь Белорусская государственная академия искусств) в г. Минске в 1983 году, затем стажировался в Творческих мастерских АХ СССР. Учился у А. А. Аникейчика и З. И. Азгура. Член Союза художников СССР (потом Республики Беларусь) с 1988 года. Работает в классическом жанре (фигуративная скульптура) с различными материалами, в т. ч. с мрамором и деревом. Активный участник республиканских и международных выставок и симпозиумов, лауреат специальной премии Президента Республики Беларусь за 2001 год в области изобразительного искусства за памятник П. Мстиславцу в г. Мстиславле Могилевской области.

## Скульптура
- Памятник Петру Мстиславцу в г. Мстиславле Могилевской области (в соавторстве со скульптором А. И. Чигриным)
- Фонтан «Криница» в одноимённом санатории в г. Минск
- Памятник погибшим мирным жителям в годы Великой Отечественной войны в д. Трахимовичи Дятловского района Гродненской области
- Бюст Нарбуту в г. Браславе
- Парковая скульптура «Афродита» в г. Муле(Турция)
- Парковая скульптура «Венера» в г. Анкаре(Турция)